# Cuthbert Collingwood
Cuthbert Collingwood, I barón Collingwood (26 de septiembre de 1748 - 7 de marzo de 1810) fue un almirante de la Royal Navy. Se destacó por participar junto con Horatio Nelson en varias de las victorias británicas de las guerras napoleónicas y, a menudo como el sucesor de Nelson en los comandos.

## Primeros años
Collingwood nació en Newcastle upon Tyne. Cursó estudios como niño en la Royal Grammar School en Newcastle. A la edad de once años, se enroló como voluntario a bordo de la fragata HMS Shannon bajo el mando de su primo el capitán (luego Almirante) Richard Brathwaite, que se hizo cargo de su educación náutica. Después de varios años de servicio con el Capitán Brathwaite y el Capitán (más tarde almirante) Robert Roddam, Collingwood navegó hacia Boston en 1774, con el almirante Samuel Graves, donde luchó como parte de la brigada naval británica en la batalla de Bunker Hill (junio de 1775), y luego fue ascendido a teniente. En 1779 Collingwood sucedió a Nelson como comandante del HMS Badger, y al año siguiente volvió a suceder a Nelson como capitán del Hinchinbrook, una pequeña fragata. Nelson había sido el capitán de una expedición que fracasó al intentar cruzar navegando en barco Centroamérica desde el océano Atlántico hasta el océano Pacífico a lo largo del río San Juan, Lago de Nicaragua, y lago León. Nelson enfermó y tuvo que reposar antes de poder ser promovido a un buque de mayor porte, y Collingwood le sucedió al mando de la Hinchinbrook conduciendo al resto de la expedición de regreso a Jamaica.

## Primer puesto de responsabilidad
Después de comandar otra pequeña fragata, Collingwood fue ascendido a la nave de 64 cañones HMS Sampson, y en 1783 fue nombrado al mando del HMS Mediator y enviado a las Indias Occidentales, donde permaneció hasta finales de 1786, una vez más junto con Nelson, evitando que buques americanos comerciaran con las Indias Occidentales. 
En 1786 regresó a Inglaterra, donde permaneció hasta 1793, con excepción de un viaje a las Indias Occidentales. Ese año fue nombrado capitán del HMS Prince, el buque insignia del Almirante George Bowyer en la Flota del Canal. Hacia 1791, se casó con Sarah Blackett, nieta de su excomandante Robert Roddam. 
Collingwood estuvo presente en el Glorioso Primero de junio, como capitán del HMS Barfleur. A bordo de la Excellent participó en la victoria de la Batalla de Cabo San Vicente (1797), lo que permitió establecer la buena reputación de la flota por su conducta durante la batalla. Después de bloqueo Cádiz, regresó por unas semanas a Portsmouth para reparar las naves. A comienzos de 1799 Collingwood fue ascendido al rango de contra-almirante e izando su bandera en el Triumph, se incorporó a la Flota del Canal, con la que navegó hacia el Mediterráneo, donde estaban concentradas las principales fuerzas navales de Francia y España. Collingwood continuó colaborando en el bloqueo del enemigo, hasta que la paz de Amiens le permitió regresar a Inglaterra. 
Con la reanudación de las hostilidades con Francia en la primavera de 1803 salió de su casa, para nunca más volver. Primero participó en el bloqueo de la flota francesa frente a Brest. En 1804 fue ascendido a vicealmirante. Estuvo por casi dos años aquí, pero como Napoleón estaba planificando y equipando su ejército para invadir Gran Bretaña, la campaña que iba a decidir el destino de Europa y el control del mar recién estaba empezando. Cuando la flota francesa partió desde Toulon, el Almirante Collingwood fue designado al mando de un escuadrón, con órdenes de perseguirlos. Las flotas combinadas de Francia y España, después de navegar hacia las Indias Occidentales, regresaron a Cádiz. En el camino de regreso encontraron el pequeño escuadrón de Collingwood en las afueras de esta ciudad. Collingwood solo tenía tres naves, pero logró evitar la persecución, aunque fue perseguido por dieciséis buques. Antes que la mitad de la fuerza del enemigo hubiera logrado entrar en el puerto Collingwood reanudó el bloqueo, valiéndose de señales falsas para encubrir el pequeño tamaño de su escuadrón. Poco tiempo después se le sumó Nelson esperando tentar a la flota combinada hacia una batalla.

## Batalla de Trafalgar
Por fin, la flota combinada zarpó de Cádiz en octubre de 1805. La batalla de Trafalgar comenzó inmediatamente. Pierre-Charles Villeneuve, el almirante francés, dispuso su flota en forma de media luna. La flota británica se organizó formando dos líneas separadas, la dirigida por Nelson en el Victory, y la otra por Collingwood en el Royal Sovereign. El Royal Sovereign era el navío más rápido, principalmente debido a que su casco estaba recubierto de una capa nueva de cobre que evitaba la fricción propia del cobre envejecido y, por tanto resultaba una nave mucho más rápida. Dado que el Royal Sovereign se había adelantado al resto de la flota, fue la primera nave británica que entró en combate. "Vean", dijo Nelson, refiriéndose a la Royal Sovereign mientras ella penetraba en el centro de la línea del enemigo, "vean la forma en que nuestro noble compañero Collingwood lleva su barco a la acción!" Probablemente fue en el mismo momento en que Collingwood, como respondiendo a la observación de su gran comandante, comentó a su capitán, "¿Qué hubiera dado Nelson por estar aquí?" 
El Royal Sovereign se acercó al Santa Ana y disparó sus cañones laterales. Varios otros buques llegaron en su ayuda, y atacaron con furia al Royal Sovereign por todos los flancos, pero este último aunque severamente dañado, se vio aliviado ante la llegada del resto de la escuadra británica. Poco después el Santa Ana fue cañoneado con fuerza hasta que se rindió pasadas las dos y media de la tarde. Al morir Nelson, Collingwood asumió el mando supremo. A pesar de la orden de Nelson poco antes de morir en el sentido de que la flota debía echar el ancla, Collingwood no impartió dicha orden (los daños de la batalla hubieran probablemente impedido el fondeo de buques). En la tormenta, que se desató se perdieron muchos de los trofeos capturados . 
Collingwood fue promovido a la nobleza, siendo nombrado Barón Collingwood de Coldburne y Heathpool, y recibió el agradecimiento de ambas Cámaras del Parlamento, con una pensión de £ 2000 por año. 
Cuando no estaba en el mar Colingwood residía en Collingwood House en la ciudad de Morpeth, que se encuentra a unos 25 kilómetros al norte de Newcastle upon Tyne. Alguna vez dijo que, "cada vez que quiero volver a ser feliz, mis pensamientos me conducen a Morpeth".

## Su carrera posterior
A partir de Trafalgar y hasta su muerte, Collingwood no estuvo involucrado en grandes acciones navales, pero se ocupó de llevar adelante importantes operaciones políticas y diplomáticas en el Mediterráneo, donde mostró gran tacto y capacidad. Fue nombrado en el mando de la flota mediterránea. Su salud, sin embargo, que había comenzado a declinar antes de Trafalgar en 1805, se había deteriorado mucho y en repetidas ocasiones pidió ser relevado del mando, y poder regresar así a su hogar. Sin embargo, el gobierno le pidió con insistencia que permaneciera en su puesto, sobre la base de que su país no podía prescindir de sus servicios. Este tratamiento ha sido considerado como muy duro. Después de muchos intentos infructuosos para inducir a la flota francesa a adentrarse en el mar en el intento de completar la destrucción de las naves enemigas, Collingwood murió de cáncer a bordo de la HMS Ville de París, frente a Mahón, el 7 de marzo de 1810.

## Perspectiva

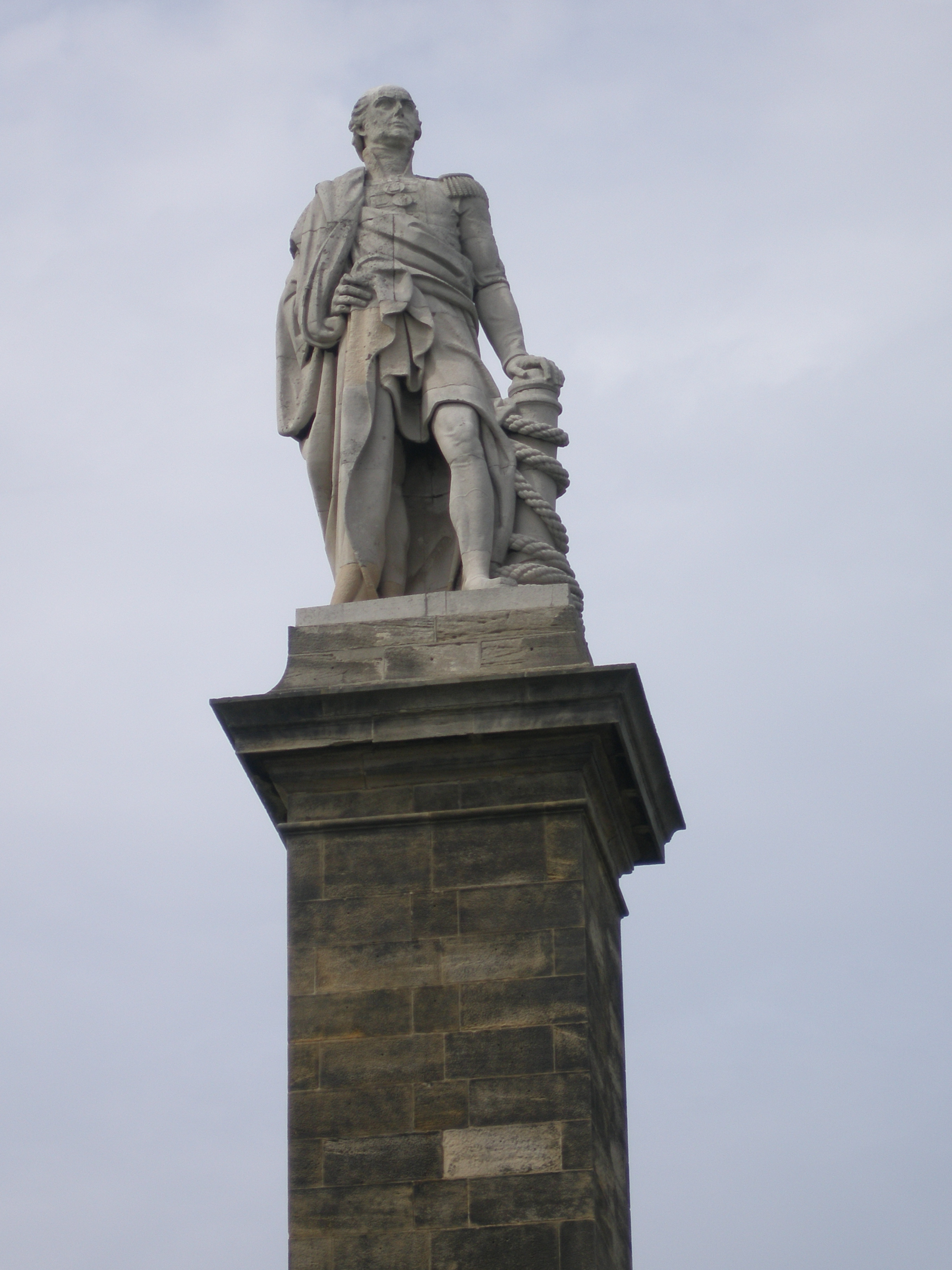
El monumento a Collingwood en Tynemouth.

Los méritos de Collingwood como oficial naval fueron en muchos aspectos sobresalientes. Se lo considera inferior a Nelson en cuanto a originalidad y genio. Sin embargo fue igual o incluso superior en cuanto a estrategia marina, talento general, y pensamiento estratégico. Su juicio político era notable y fue consultado sobre cuestiones de política general, de regulaciones e incluso de comercio. Se oponía a la conscripción de marinos bajo coerción (impressment) y a la flagelación, y era considerado una persona tan amable y generosa que fue llamado "padre" por los marineros rasos. Nelson y Collingwood poseían una estrecha amistad, que los acompañó desde que se conocieron hasta la muerte de Nelson en Trafalgar, y se encuentran enterrados uno al lado del otro en la Catedral de San Pablo. Como Lord Collingwood murió sin descendencia masculina, su baronía se extinguió con su muerte.
Dudley Pope refiere un aspecto de Collingwood en el inicio del capítulo tres de su "Vida en la Armada de Nelson": "El capitán Cuthbert Collingwood, que más tarde ascenderá a almirante y se convertirá en el primer oficial al mando del Almirante Nelson durante la batalla de Trafalgar, tenía su domicilio en Morpeth, en el condado de Northumberland, y cuando él estaba allí disfrutando de permiso de media paga o de licencia, disfrutaba caminando por las colinas junto con su perro llamado Bounce. Siempre emprendía sus paseos con un puñado de bellotas en sus bolsillos, y a medida que caminaba las iba plantando en todo sitio que le parecía adecuado para que creciera un roble, con el propósito de asegurarse de que a la Marina Real Británica nunca le faltaran robles para construir buques de guerra de los que dependía la seguridad del país..."Es probable que algunos de los robles que plantó sigan creciendo más de un siglo y medio más tarde listos para ser cortados para construir buques en una época en que los submarinos nucleares están patrullando el mar.

## Conmemorativos
La Escuela de Guerra Marítima de la Royal Navy se denomina "HMS Collingwood", allí se realiza la formación de personal en disciplinas de la guerra, ingeniería de armamentos y disciplinas de comunicación.
La ciudad de Collingwood, Ontario en la bahía Georgiana, el suburbio de Collingwood en la ciudad australiana de Melbourne y el Canal de Collingwood, en Canadá, fueron nombrados en su honor.
Una estatua erigida en su honor se yergue a la vera del río Tyne, en la ciudad de Tynemouth, a sus pies se han colocado algunos de los cañones del Royal Sovereign.
Una de las cinco casas de la escuela pública británica Churcher's College ha sido distinguida con su nombre, al igual que una de las cuatro casas de la Newcastle Royal Grammar School.
En el año 2010, y entre los diversos actos que tuvieron lugar en Menorca para conmemorar el segundo centenario de la muerte del Almirante Collingwood, se colocó un busto de bronce representándole en el islote llamado Illa del Rei, en mitad del Puerto de Mahon con la vista fija en Collingwood House, la que fue su casa en Menorca.